# Quận Cooke, Texas
Quận Cooke (tiếng Anh: Cooke County) là một quận trong tiểu bang Texas, Hoa Kỳ. Dân số năm 2000 là 36.363 người. Quận lỵ đóng ở thành phố Gainesville.6

## Thông tin nhân khẩu
Theo điều tra dân số 2 năm 2000, quận đã có dân số 36.363 người, 13.643 hộ gia đình, và 10.000 gia đình sống trong quận. Mật độ dân số là 42 người cho mỗi dặm vuông (16/km ²). Có 15.061 đơn vị nhà ở với mật độ trung bình là 17 cho mỗi dặm vuông (7/km ²). Cơ cấu chủng tộc của quận có 88,84% người da trắng, 3,06% người da đen hay người Mỹ gốc Phi, 1,00% người Mỹ bản xứ, 0,34% người châu Á, 0,01% người đảo Thái Bình Dương, 5,16% từ các chủng tộc khác, và 1,61% từ hai hoặc nhiều chủng tộc. 9,97% dân số là người Hispanic hay Latino thuộc chủng tộc nào.
Có 13.643 hộ, trong đó 33,90% có trẻ em dưới 18 tuổi sống chung với họ, 59,60% là các cặp vợ chồng sống với nhau, 9,90% có chủ hộ là nữ không có mặt chồng, và 26,70% là không lập gia đình. 23,30% của tất cả các hộ gia đình đã được tạo thành từ các cá nhân và 11,10% có người sống một mình 65 tuổi trở lên. Bình quân mỗi hộ là 2,60 và cỡ gia đình trung bình là 3,07.
Trong quận, độ tuổi dân cư với 27,30% ở độ tuổi dưới 18, 8,70% 18-24, 26,10% 25-44, 23,00% 45-64, và 14,90% người 65 tuổi trở lên. Tuổi trung bình là 37 năm. Cứ mỗi 100 nữ có 97,40 nam giới. Cứ mỗi 100 nữ 18 tuổi trở lên, đã có 92,80 nam giới.
Thu nhập trung bình cho một hộ gia đình trong quận đã được $ 37.649, và thu nhập trung bình cho một gia đình là $ 44.869. Nam giới có thu nhập trung bình $ 32.429 so với 22.065 Mỹ kim cho phái nữ. Thu nhập trên đầu cho các quận được $ 17,889. Giới 10,90% gia đình và 14,10% dân số sống dưới mức nghèo khổ, trong đó có 19,80% những người độ tuổi dưới 18 và 10,70% có độ tuổi từ 65 trở lên.